# Мовсар Бараєв
Мовса́р Бухарíєвич Бара́єв (раніше мав прізвище Сулеймáнов; рос. Мовсар Бухариевич Бараев; 26 жовтня 1979, Аргун, Чечено-Інгушська АРСР, РРФСР, СРСР — 26 жовтня 2002, Москва, Росія) — чеченський повстанець, польовий командир, командир Ісламського полку особливого призначення у складі збройних формувань Чеченської Республіки Ічкерія (ЧРІ). Звинувачений російською владою у тероризмі. Племінник Арбі Бараєва. Став відомим у зв'язку з участю в захопленні заручників у будівлі Театрального центру на Дубровці в Москві у жовтні 2002 року, де загинув під час штурму.

## Біографія
Народився 26 жовтня 1979 року в місті Аргун Чечено-Інгушської АРСР. Батько — Бухарі Ахмедович Сулейманов, матір — Лариса Алавтдинівна Бараєва. Мав брата Мовсана та сестер Раїсу і Фатіму. З вісімнадцяти років брав участь у збройних чеченських формуваннях, входив до Ісламського полку особливого призначення, яким командував його дядько Арбі Бараєв. Згодом став особистим охоронцем Арбі Бараєва.
Влітку 1998 року брав участь у сутичках у місті Гудермес на боці Шаріатської гвардії і зазнав поранення.
Під час Другої чеченської війни брав участь у бойових діях проти федеральних військ. Влітку 2001 року очолив джамаат села Алхан-Кала, в якому він жив. Організував напади на колони російських військ, відповідальний за серію вибухів у Гудермесі, Грозному і Урус-Мартані. Після загибелі Мурата Юсупхаджиєва у жовтні 2002 року очолив ІПОП і називав себе прізвищем свого дядька. 
23 червня 2001 року Арбі Бараєва вбили, і Мовсару у спадок залишилася більша частина його загону.
21 серпня 2001 року про смерть Мовсара Бараєва оголосило керівництво ФСБ, наводилися також такі подробиці, що Бараєва ліквідували під час спецоперації, а оточуючі його бойовики були добре озброєні і стріляли до останнього. Приблизно за тиждень з'явилося ще одне офіційне підтвердження смерті Бараєва. Але незабаром він почав виступати з коментарями на сайтах чеченських бойовиків, і його знову почали вважати живим.
12 жовтня 2002 року заступник угрупування військ в Чечні Борис Подопригора заявив, що «Бараєв загинув під точечними ударами російської артилерії і авіації». Було оголошено, що в горах Урус-Мартанівського району було виявлено і інтенсивно бомбардовано великий загін бойовиків, яким нібито командував Бараєв. Його тіло не було показано перед телекамерами, хоча труп його дядька Арбі Бараєва у свій час продемонстрували.
Наприкінці жовтня 2002 року за наказом Шаміля Басаєва брав участь у рейді в Москві як командир диверсійно-терористичного загону. 23 жовтня 2002 року група під керівництвом Бараєва захопила Театральний центр на Дубровці у Москві під час мюзиклу «Норд-Ост», що проходив там. Бараєв вимагав від російської влади припинення бойових дій в Чечні і початку переговорів з Асланом Масхадовим. Убитий 26 жовтня 2002 роки під час штурму будівлі ДК спецназом ФСБ «Альфа» і «Вимпел». Разом із ним були убиті і решта членів його групи. На питання, чому його не взяли живим, один з учасників штурму пояснив, що з невеликого приміщення, де було виявлено його тіло, вівся «сильний вогневий опір», тож було прийнято рішення закидати групу бойовиків гранатами. Великий резонанс викликали кадри з тілом Бараєва, на яких поруч з його рукою стоїть пляшка коньяку «Hennessy», що було сприйнято багатьма як навмисна інсинуація: пляшка була закритою і курною. Потім учасники штурму пояснять цю провокацію як певну внутрішню традицію загону.